# Håkan Boström
Håkan Boström (* 1939 in Eskilstuna; † 19. Mai 2023) war ein schwedischer Schriftsteller. Er begann Mitte der 1950er Jahre als Konditor zu arbeiten, 1962 bekam er eine Kuhmilchallergie und sieben Jahre später musste er die Arbeit deswegen aufgeben. In den 1970er Jahren studierte Boström, arbeitete als freier Mitarbeiter für verschiedene Zeitungen und gab 1972 sein erstes Buch heraus. 1983 wurde er mit dem Literaturpreis des schwedischen Arbeiterbildungsverbandes und 1995 mit dem Ivar-Lo-Preis ausgezeichnet.

## Werke
Håkan Boström hat bisher knapp 40 Bücher veröffentlicht.
- Anteckningar från ett protokollfört möte. Rabén & Sjögren, Stockholm 1972, ISBN 91-29-44244-3.
- Vallmohöst. Rabén & Sjögren, Stockholm 1973, ISBN 91-29-40995-0.
- Oredans natt: en berättelse från 30-talet. Rabén & Sjögren, Stockholm 1975, ISBN 91-29-45247-3.
- Söckendagar. Rabén & Sjögren, Stockholm 1976, ISBN 91-29-46851-5.
- Drakens år: sannolikheter i 70-talet. Rabén & Sjögren, Stockholm 1977, ISBN 91-29-50255-1.
- Annexet. Rabén & Sjögren, Stockholm 1979, ISBN 91-29-53782-7.
- Uppbrott från glasverandan. Rallarros, Gävle 1980, ISBN 91-85650-06-4.
- Mellan hammaren och städet: samtal vid en stormduk. Rabén & Sjögren, Stockholm 1980, ISBN 91-29-54531-5.
- Kalenderblad från Sörmland: dagboksanteckningar, skisser och porträtt i sent 70-tal. LiberFörlag, Stockholm 1980, ISBN 91-38-05490-6.
- Kakhuset. Rabén & Sjögren, Stockholm 1981, ISBN 91-29-55280-X.
- Sommartid. Författarförlaget, Stockholm 1983, ISBN 91-7054-418-2.
- mit Arja Claesson und Larry Sährendal: Tre städer i Norden: Esbjerg, Jyväskylä, Stavanger: en vänortsbok. Eskilstuna kommun, Eskilstuna 1984, ISBN 91-7810-223-5.
- Hundra resor till Göteborg. Öppna ögon, Stockholm 1984, ISBN 91-85906-23-9.
- Avskedet. Fripress, Bromma 1985, ISBN 91-85590-81-9.
- Slaktarns öga: roman om Marsjödramat. Tiden, Stockholm 1988, ISBN 91-550-3314-8.
- Egyptiern. Tiden, Stockholm 1989, ISBN 91-550-3525-6
- Något blir alltid över. Tiden, Stockholm 1991, ISBN 91-550-3769-0.
- Döden i vattnet. LL-förlaget, Stockholm 1992, ISBN 91-88180-09-3.
- Första striden. Tiden, Stockholm 1993, ISBN 91-550-3982-0.
- Röster i Sörmland : en antologi. En bok för alla, Stockholm 1996, ISBN 91-7448-901-1.
- Soldaten, geten och gäddan. LL-förlaget, Stockholm 1996, ISBN 91-88180-55-7.
- Elden du räckte mig. PM Bäckström, Stockholm 1996, ISBN 91-88016-59-5.
- Isländska dagar: möten och intryck. Södermanlands läns bildningsförbund, 1998, ISBN 91-630-6515-0.
- Högst tjugo ord. Veckans bok, Visby 2000, ISBN 91-7279-001-6.
- Nattportieren. Eskilstuna 2001, ISBN 91-631-0907-7.
- Miljonkontot: kortroman. Bäckströms Förlag, Stockholm 2001, ISBN 91-89394-00-3.
- Ingrids bok: fragment av en berättelse. Axplock, Strängnäs 2004, ISBN 91-86436-99-6.
- Husflugan Bertil flyttar hemifrån. Bäckström, Stockholm 2004, ISBN 91-89394-16-X.
- Smörblomman. MBF bokförlag, Bromma 2005, ISBN 91-89090-94-2.
- Resan mot döden. LL-förlaget, Stockholm 2005, ISBN 91-7053-061-0.
- På Bernhards tid. ABF:s arbetshistoriska rådet i Eskilstuna, Eskilstuna 2006, ISBN 91-975484-8-0.
- Familjealbum: dikter. Axplock, Stockholm 2006, ISBN 91-85385-22-0.
- Ett år: tolv tankadikter. PIUDIX Books, Eskilstuna 2006, ISBN 91-89330-11-0.
- Kvarteret Forellen. MBF bokförlag, Bromma 2007, ISBN 978-91-85635-14-6.
- Kristyrhuset. Sveriges bokhistoriska förlag, Eskilstuna 2008, ISBN 978-91-89330-25-2.
- Isländska samtal: minnen och möten. Bäckström, Stockholm 2009, ISBN 978-91-89394-38-4.
- Dagarna i Grèz sur Loing. Haquins, 2010, ISBN 978-91-7437-025-6.